# Каркала
Каркала — река в России, протекает по территории Миякинском и Стерлибашевском районов Башкортостана.

## География и гидрология
Устье реки находится в 67 км по левому берегу реки Уязы. Длина реки составляет 10 км. Каркала принимает левый приток Холодный Ключ.
От истока к устью на реке расположены три населённых пункта — Камышлы, Большие Каркалы, Малые Каркалы.

## Данные водного реестра
По данным государственного водного реестра России относится к Камскому бассейновому округу, водохозяйственный участок реки — Дёма от истока до водомерного поста у деревни Бочкарёва, речной подбассейн реки — Белая. Речной бассейн реки — Кама.
Код объекта в государственном водном реестре — 10010201312111100024496.